# Херцберг ам Харц
Херцберг ам Харц (њем. Herzberg am Harz) град је у њемачкој савезној држави Доња Саксонија. Једно је од 16 општинских средишта округа Остероде ам Харц. Према процјени из 2010. у граду је живјело 14.209 становника. Посједује регионалну шифру (AGS) 3156009, NUTS (DE919) и LOCODE (DE HBG) код.

## Географски и демографски подаци
Херцберг ам Харц се налази у савезној држави Доња Саксонија у округу Остероде ам Харц. Град се налази на надморској висини од 240 метара. Површина општине износи 71,9 km². У самом граду је, према процјени из 2010. године, живјело 14.209 становника. Просјечна густина становништва износи 198 становника/km².

## Међународна сарадња
| Мјесто | Држава | Врста сарадње | Од    |
| ------ | ------ | ------------- | ----- |
| Гора   | Пољска | партнерство   | 1993. |
| Извор  |        |               |       |